# Paul Meyan

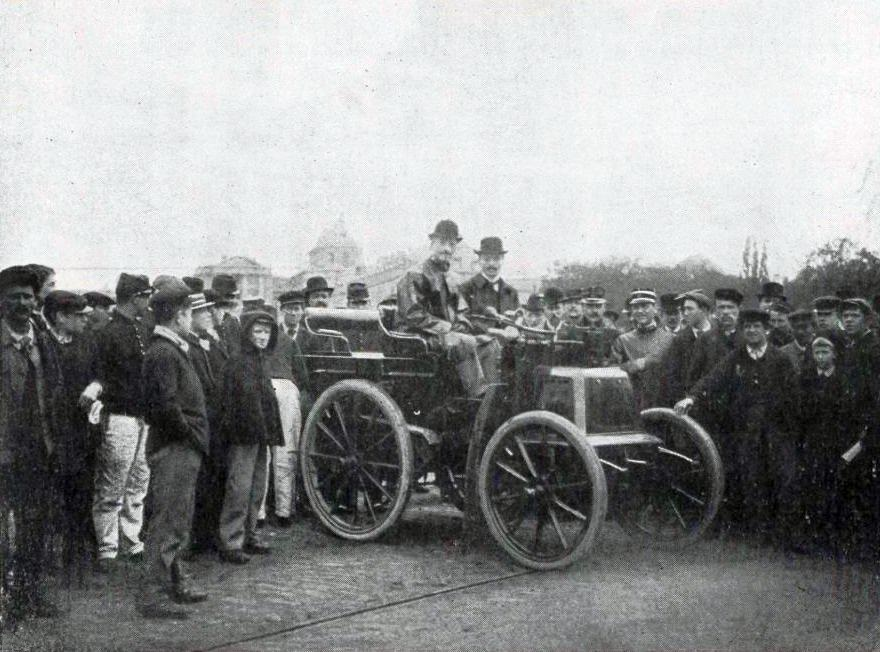
Paul Meyan, entraîneur de Maurice Garin lors de Bordeaux-Paris 1898.

Paul Meyan, né le 1er décembre 1852 à Marseille et mort le 6 octobre 1938 à Nice, est un journaliste sportif et éditeur français.

## Biographie
Il est l'un des quatre membres fondateurs de l'Automobile Club de France, le 12 novembre 1895, à la suite d'un déjeuner le mois précédent réunissant alors aussi le baron Étienne van Zuylen van Nyevelt, le comte Jules-Albert de Dion, et le comte Récopé. 
En 1871 il se rend à Paris et crée le journal L'Aviron en 1874 puis l'Expansion coloniale en 1888. Durant les années 1880 et 1890, il organise de nombreuses épreuves cyclistes françaises (dont la course du Matin en 1891). Il crée alors le premier vélodrome d'hiver de la capitale, à la Galerie des Machines en 1892.
En 1894, il participe à l'organisation de la course automobile Paris-Rouen, aux côtés de Pierre Giffard, puis de Paris-Bordeaux-Paris en 1895 aux côtés de de Dion. Il devient ensuite l'instigateur de compétitions de sports mécaniques, dont la Course de côte de Chanteloup en 1898 et la Course du Catalogue le 18 février 1900 (remportée par Léonce Girardot), de plusieurs concours de poids lourds et autres véhicules utilitaires industriels, dont le premier Critérium de transports automobiles, de rallyes touristiques, du raid Moscou-Saint-Pétersbourg… En 1895, il fait aussi bâtir le premier vélodrome de Marseille.
Le 1er janvier 1896, il quitte la rédaction du Figaro pour créer La France automobile, dont il assume la direction durant de nombreuses années. Propriétaire d'une maison à Juan-les-Pins, il y passe désormais une partie de son temps, tout en maintenant une partie de ses activités pour la firme de pneumatiques Dunlop, qui l'embauche en 1926.
En 1896 toujours, il décide de donner un prolongement à la course Paris-Marseille-Paris courue lors de la même année, en créant la compétition Marseille- Fréjus-Nice-La Turbie pour janvier 1897, durant laquelle il intercale la fameuse course de côte Nice - La Turbie. Il a été à l'origine du rachat par la société De Dietrich des brevets de la firme marseillaise Turcat-Mery. Il patronne aussi les débuts du constructeur Sizaire-Naudin.
Il a été le doyen de la presse sportive française avant-guerre, et aura tour à tour été membre des rédactions de L'Illustration, de L'Éclair, du Gaulois, de la France Nouvelle, du Pays, du Figaro (à partir de 1893), du Matin, après-guerre d'Omnia et de Science et Vie, ou encore du Petit Parisien en fin de vie. Il a aussi été l'un des membres fondateurs de l'Automobile Club de Nice-Côte d'Azur. Il est enterré au cimetière du Montparnasse. 

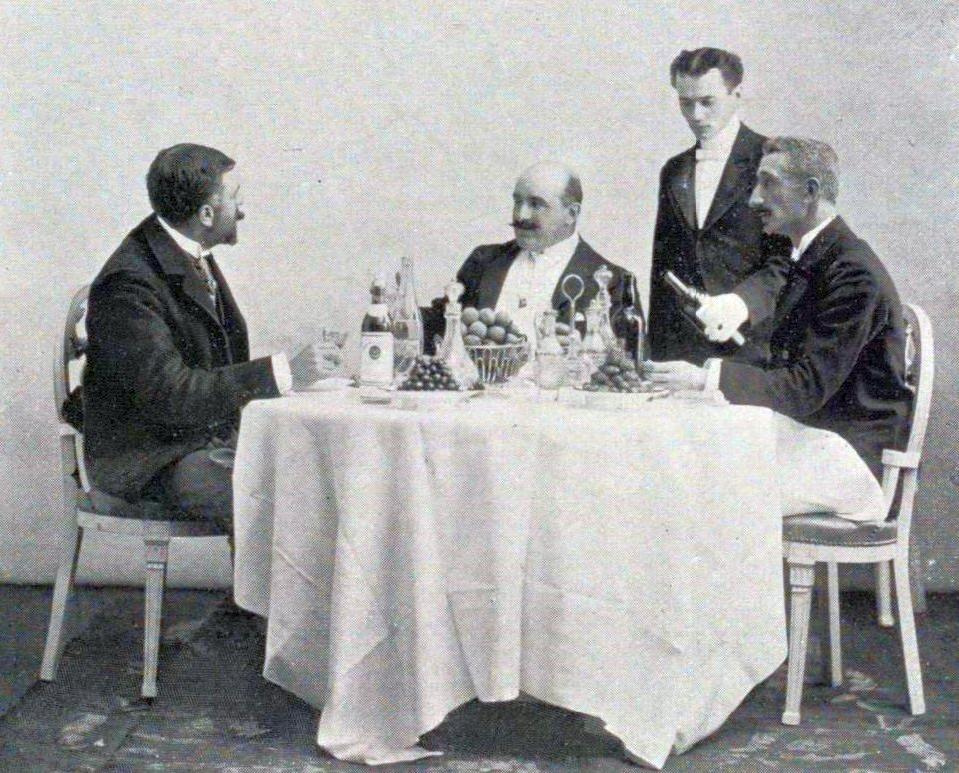
Le déjeuner-fondateur de l'Automobile Club de France (baron de Zuylen à G., comte de Dion au centre, et le journaliste Paul Meyan à D., auxquels viendra s'adjoindre M. Récopé, 25 quai d'Orsay à l'hôtel particulier du comte de Dion - octobre 1895).
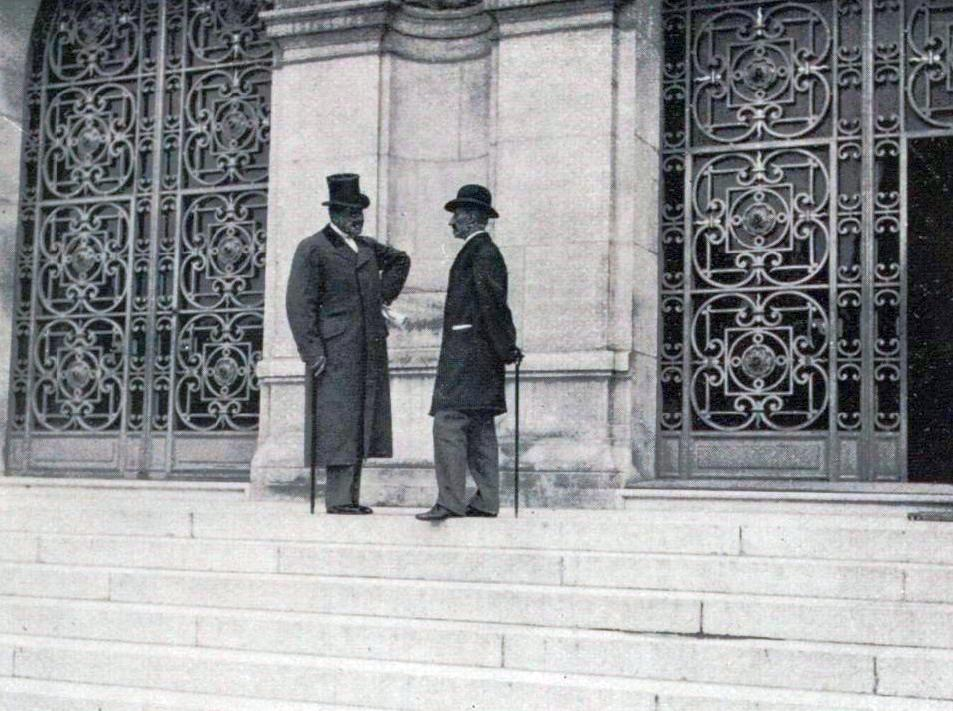
Devant la Mairie de Neuilly-sur-Seine, Jules-Albert de Dion (G.) et Paul Meyan (D.) discutent des statuts de l'ACF (toujours en octobre 1895).
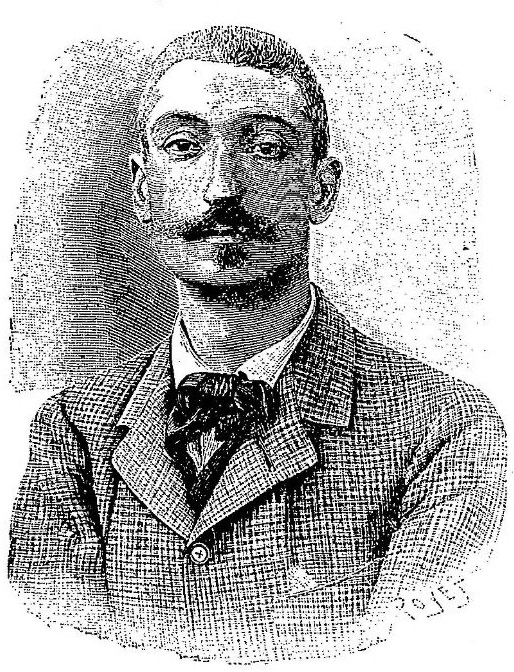
Paul Meyan en 1895.